# Smidtia winthemioides
Smidtia winthemioides là một loài ruồi trong họ Tachinidae.